# Vlag van Hurwenen

Vlag van de gemeente Hurwenen

De vlag van Hurwenen was tot 1 juli 1955 de gemeentelijke vlag van de voormalige Gelderse gemeente Hurwenen. Het is niet bekend of deze vlag officieel werd gevoerd en vanaf wanneer. De vlag kwam in 1955 te vervallen als gemeentelijke vlag toen de gemeente Hurwenen opnieuw opgenomen werd in gemeente Rossum.

## Beschrijving
De vlag is een vierkante vlag met zijden van ca. 140 cm bestaande uit twee banen van gelijke hoogte in de kleuren geel en blauw. In het gele baan is links een wit vlak met 3 zwarte rechterschuinbalken afgebeeld. Deze is afkomstig van het voormalige gemeentewapen.

## Geschiedenis
Tijdens het defilé in Amsterdam ter gelegenheid van het veertigjarig regeringsjubileum van koningin Wilhelmina op 6 september 1938 trokken afgevaardigden van iedere Nederlandse gemeente langs de vorstin. Iedere delegatie werd voorafgegaan door een drager met een gemeentevlag. Het feit dat het merendeel van de gemeenten in Nederland op dat moment geen eigen vlag had, bracht de organisatie van het defilé ertoe de ontbrekende vlaggen zelf te ontwerpen. Dit werd een vierkante defileervlag met de kleuren van de betreffende provincievlag met daarop in het kanton een afbeelding van het gemeentewapen. Voor Gelderland was de basis een vlag met twee gelijke horizontale banen in de kleuren geel en blauw. Na de defilé heeft de gemeente Hurwenen op een gegeven moment de vierkante vlag als gemeentevlag aangehouden tot aan het moment van de opheffing.

## Verwante afbeeldingen

Wapen van Hurwenen

Ammerzoden 
· Angerlo 
· Batenburg 
· Beesd 
· Bemmel 
· Bergh 
· Bergharen 
· Beusichem 
· Borculo 
· Brakel 
· Didam 
· Dinxperlo 
· Dodewaard 
· Dreumel 
· Echteld 
· Eibergen 
· Elst 
· Ewijk 
· Geldermalsen 
· Gendringen 
· Gendt 
· Gorssel 
· Groenlo 
· Groesbeek 
· Hedel 
· Heerewaarden 
· Hemmen 
· Hengelo 
· Herwen en Aerdt 
· Heteren 
· Heukelum 
· Hoevelaken 
· Horssen 
· Huissen 
· Hummelo en Keppel 
· Hurwenen 
· Kerkwijk 
· Kesteren 
· Laren 
· Lichtenvoorde 
· Lienden 
· Lingewaal 
· Maurik 
· Millingen aan de Rijn 
· Neede 
· Neerijnen 
· Overasselt 
· Rijnwaarden 
· Rossum 
· Ruurlo 
· Steenderen 
· Ubbergen 
· Valburg 
· Vorden 
· Wadenoijen 
· Wamel 
· Warnsveld 
· Wehl 
· Wisch 
· Zelhem 
· Zoelen